# 2025年伊朗伊斯兰教法法官遇刺案
伊朗時間2025年1月18日上午，伊朗德黑蘭司法宮內的伊朗最高法院發生遇刺案。一名男子持刀襲擊法院一名護衛，隨後奪取保鏢的手槍並開火。兩名高級伊斯蘭教法法官阿里·拉齊尼和穆罕默德·穆吉塞在辦公室內被槍殺。此外，另有一名法官和一名護衛受傷。這些法官曾參與審理抗議者、藝術家和活動人士的案件，並據稱涉及1988年伊朗處決政治犯事件。
兇手在槍擊事件後不久自殺。當局尚未透露兇手行兇動機。但根據司法部的消息來源指，兇手為司法宮茶水員法沙德·阿薩迪。

## 背景
根據1979年《伊朗憲法》第161條，最高法院（波斯語：‎，羅馬化：Divan-e 'Ali-ye Keshvar）是伊朗的最高司法機構，設立目的是「監督法院正確執行法律，確保司法程序的一致性，並履行法律賦予的其他責任。」伊朗的法律體系以伊斯蘭教法為基礎。
2005年，伊斯蘭教法法官哈桑·穆加達斯遭到馬吉德·卡瓦西法爾暗殺。

## 遇刺案
據司法部消息來源指，當地時間1月18日上午10點40分左右，在司法宮擔任第39庭茶水員的法沙德·阿薩迪，為法官送茶後，突然持刀刺傷法官阿里·拉齊尼一名護衛，並奪走他的手槍。阿薩迪闖入拉齊尼的辦公室，向拉齊尼開了兩槍。當時法官穆罕默德·穆吉塞也在辦公室內，穆吉塞試圖逃離辦公室時，阿薩迪又向他開了三槍。在拉齊尼和穆吉塞被殺後，那名被奪槍的護衛與阿薩迪發生衝突，阿薩迪其腹部開了一槍。阿薩迪隨後試圖前往樓上，似乎想要殺害更多的法官，但被幾人包圍，進入房間的路被封鎖。因此，他決定在三樓走廊吞槍自殺。
據伊朗司法部發言人稱，3名法官成為襲擊目標，2人被殺，一未知身份的法官受傷。
司法部在媒體聲明中表示，「初步調查顯示，兇手此前並未涉入最高法院案件，也不是法院的訪客」，並將這起宗襲擊描述為「有預謀的暗殺」。目前，當局尚未公佈兇手的身份及行兇動機。

## 遇害者

### 阿里·拉齊尼
阿里·拉齊尼（波斯語：‎）；1953年5月23日－2025年1月18日）是一名伊朗法官和政治人物。他曾於2007年至2016年在專家會議中任職。拉齊尼在1998年曾被暗殺未遂。他遇刺身亡時，享壽71歲。

### 穆罕默德·穆吉塞
穆罕默德·穆吉塞（波斯語：‎；1956年－2025年1月18日）是一名伊朗法官。他自2020年起在伊朗最高法院任職，直至遇刺身亡。穆吉塞是納斯林·索托德案件的審判法官，並審理侯賽因·拉賈比安的案件。他於2019年12月被美國財政部外國資產控制辦公室「根據《行政命令第13846號》，因自2009年7月12日以來從事涉及伊朗的審查和其他活動，限制或懲罰伊朗公民行使言論或集會自由」而被制裁。在他遇刺身亡時，享壽68歲。

## 行兇者
司法部消息人士向《獨立報》波斯語版透露，兇手為39歲的伊朗公民法沙德·阿薩迪（波斯語：‎；1986年－2025年）。阿薩迪在伊朗最高法院工作7至8年，擔任服務員和茶水員。消息來源稱司法宮的員工形容法沙德·阿薩迪是一名「低調且有禮貌的年輕人」。
他的動機目前尚未明確，但當局稱這是一場有計劃的襲擊。司法部消息來源指「他和許多人民一樣，對國家的現狀以及伊斯蘭共和國法官的裁決感到不滿。」伊朗前司法部長穆斯塔法·普爾-穆罕默迪在1月19日接受伊朗國營電視台訪問時稱，阿薩迪與伊朗人民聖戰者組織有聯繫。也有報導指，阿薩迪未能獲得他期望的加薪。

## 後續
伊朗最高領袖阿里·哈梅內伊在一則聲明中對兩名法官的「殉難」表達哀悼，並稱讚他們為「聖戰者兄弟」。伊朗總統馬蘇德·佩澤希齊揚表示，這宗「恐怖且懦弱的」行動必須迅速由安全部隊和執法機構處理。
伊朗司法部發言人阿斯加爾·賈漢吉爾指出，這些法官正在處理「國家安全案件，包括間諜和恐怖主義」。官媒《德黑蘭時報》報導指，法院大樓內部份人因遇刺案而被拘留。

## 反應
檢察總長穆罕默德·賈法爾·蒙塔澤里將這些謀殺形容為伊斯蘭共和國為「生存」付出的「代價」，並表示將很快由「有能力的年輕法官」取代這兩名法官。
2021-2022年伊朗抗議活動中被捕並最終被阿里·拉齊尼判處死刑的穆罕默德·科巴德洛之妹，埃萊哈·科巴德洛在她的Instagram頁面上寫道：「穆罕默德笑吧，你今天大仇得報。那被殺的犯罪神職人員阿里·拉齊尼，就是判處穆罕默德死刑的人。」